# Лоренс (округ, Индиана)
Ло́ренс (англ. Lawrence County) — округ в штате Индиана, США. Официально образован в 1818 году. По состоянию на 2010 год, численность населения составляла 46 134 человека. Получил своё название в честь американского военно-морского офицера Джеймса Лоуренса.

## География
По данным Бюро переписи США, общая площадь округа равняется 1 170,500 км2, из которых 1 163,351 км2 — суша и 7,148 км2 или 0,610 % — это водоёмы.

## Население
По данным переписи населения 2000 года в округе проживает 45 922 жителей в составе 18 535 домашних хозяйств и 13 141 семей. Плотность населения составляет 40,00 человек на км2. На территории округа насчитывается 20 560 жилых строений, при плотности застройки около 18,00-ти строений на км2. Расовый состав населения: белые — 97,92 %, афроамериканцы — 0,39 %, коренные американцы (индейцы) — 0,28 %, азиаты — 0,28 %, гавайцы — 0,01 %, представители других рас — 0,34 %, представители двух или более рас — 0,78 %. Испаноязычные составляли 0,91 % населения независимо от расы.
В составе 31,40 % из общего числа домашних хозяйств проживают дети в возрасте до 18 лет, 58,50 % домашних хозяйств представляют собой супружеские пары проживающие вместе, 9,00 % домашних хозяйств представляют собой одиноких женщин без супруга, 29,10 % домашних хозяйств не имеют отношения к семьям, 25,50 % домашних хозяйств состоят из одного человека, 11,50 % домашних хозяйств состоят из престарелых (65 лет и старше), проживающих в одиночестве. Средний размер домашнего хозяйства составляет 2,44 человека, и средний размер семьи 2,91 человека.
Возрастной состав округа: 24,60 % моложе 18 лет, 7,70 % от 18 до 24, 28,10 % от 25 до 44, 25,00 % от 45 до 64 и 25,00 % от 65 и старше. Средний возраст жителя округа 38 лет. На каждые 100 женщин приходится 95,10 мужчин. На каждые 100 женщин старше 18 лет приходится 91,50 мужчин.
Средний доход на домохозяйство в округе составлял 36 280 USD, на семью — 43 109 USD. Среднестатистический заработок мужчины был 34 167 USD против 21 647 USD для женщины. Доход на душу населения составлял 17 653 USD. Около 7,30 % семей и 9,80 % общего населения находились ниже черты бедности, в том числе — 11,60 % молодежи (тех, кому ещё не исполнилось 18 лет) и 8,50 % тех, кому было уже больше 65 лет.